# Nadleśnictwo Złoty Potok
Nadleśnictwo Złoty Potok – jednostka organizacyjna Lasów Państwowych podległa Regionalnej Dyrekcji Lasów Państwowych w Katowicach, której siedziba znajduje się w miejscowości Złoty Potok. Jest położone na terenie województwa śląskiego, w granicach powiatów częstochowskiego i myszkowskiego oraz miasta Częstochowa.
Powierzchnia gruntów nadleśnictwa wynosi 18 397,58 ha. Poza tym 9506 ha lasów nadzorowanych.
Nadleśnictwo Złoty Potok w obecnym kształcie powstało w roku 1972 przez połączenie nadleśnictw: Złoty Potok, Olsztyn i Julianka. W 1974 roku dołączono do niego północną część Nadleśnictwa Rzeniszów.
W skład nadleśnictwa wchodzi jeden obręb – Złoty Potok, do którego należy 13 leśnictw:
- Leśnictwo Dębowiec
- Leśnictwo Kręciwilk
- Leśnictwo Poraj
- Leśnictwo Siedlec
- Leśnictwo Zielona Góra
- Leśnictwo Żarki
- Leśnictwo Dąbrowa
- Leśnictwo Dziadówki
- Leśnictwo Julianka
- Leśnictwo Kamienna Góra
- Leśnictwo Konstantynów
- Leśnictwo Stawki
- Leśnictwo Zrębice

## Ochrona przyrody
Na terenie nadleśnictwa znajdują się parki krajobrazowe: Park Krajobrazowy Stawki i Park Krajobrazowy Orlich Gniazd oraz niewielki fragment (około 90 ha) Parku Krajobrazowego Lasy nad Górną Liswartą. Na obszarze nadleśnictwa znajdują się także rezerwaty przyrody:
- Zielona Góra
- Wielki Las
- Kaliszak
- Bukowa Kępa
- Parkowe
- Ostrężnik
- Sokole Góry
- Cisy Przybynowskie